# Septoria stenactidis
Septoria stenactidis är en svampart som beskrevs av Vill 1910. Septoria stenactidis ingår i släktet Septoria och familjen Mycosphaerellaceae.   Inga underarter finns listade i Catalogue of Life.